# Asesinato de Mary Silvani
Mary Edith Silvani (Pontiac, Míchigan; 29 de septiembre de 1948 - c. lago Tahoe, Nevada; 17 de julio de 1982), que llegó a ser conocida como la desconocida del condado de Washoe, al no llegar a ser identificada, fue encontrada muerta de un disparo cerca del lago Tahoe en el condado de Washoe, en el estado de Nevada, en julio de 1982. No fue identificada durante 37 años, llegando a considerarse un caso sin resolver. La Oficina del Sheriff del condado de Washoe anunció el 7 de mayo de 2019 su identidad, afirmando que Silvani fue identificada a través del análisis de ADN y la genealogía genética, con la ayuda del DNA Doe Project y GEDmatch. La Oficina del Sheriff informó que el autor del homicidio fue el asesino en serie James Richard Curry.

## Descubrimiento
El 17 de julio de 1982, un grupo de excursionistas encontró el cuerpo de una mujer de entre 25 y 35 años en Sheep Flats, una popular zona de senderismo en el condado de Washoe, cerca del lago Tahoe. La mujer había sido agredida sexualmente y había recibido un disparo en la parte posterior de la cabeza mientras se inclinaba, posiblemente para atar sus zapatos. El agujero de bala en su cabeza había sido cubierto con ropa interior masculina.
La víctima llevaba un par de zapatillas de tenis de color amarillo claro, una camiseta azul sin mangas, vaqueros de la marca Lee y un bañador azul debajo. La camiseta se había vendido en tiendas en California, Washington y Oregón.

## Investigación
En su autopsia, se localizó una cicatriz de vacunación en su brazo izquierdo y otra en su abdomen, posiblemente de una cesárea, además de un gran hematoma debajo de una de sus uñas. La mujer tenía ojos color avellana, medía alrededor de 1,65 metros, pesaba 51 kilos y tenía el cabello castaño recogido en un moño. En un principio se creía que era Europea, debido a la naturaleza de la cicatriz de vacunación en su brazo y su ortodoncia dental, aunque un examen dental independiente en 2010 desacreditó esta suposición original.
Estaba vestida para pasar un día en el lago: jeans y una camiseta sobre un traje de baño azul. Una minuciosa inspección forense  ayudó a la policía a determinar que la camiseta se vendió solo en la costa oeste, lo que llevó a los investigadores a creer que pudo haber visitado o residido en uno de los estados del oeste antes de su asesinato.

## Identificación
En febrero de 2018, un investigador forense del condado de Washoe asistió a una conferencia sobre genealogía forense a cargo del doctor Colleen Fitzpatrick. Con la idea de que esto podría ayudar a resolver los casos sin resolver, el condado contrató al DNA Doe Project para que los ayudara a identificar a la desconocida (en inglés denominada como Sheep Flats Jane Doe y Washoe County Jane Doe) y a su asesino.
En julio de 2018, la Oficina del Sheriff del condado de Washoe anunció que la víctima había sido identificada tentativamente. En septiembre se confirmó su identidad, pero la policía retuvo la primicia informativa debido a su investigación, todavía abierta por homicidio. El anuncio oficial tuvo lugar en una rueda de prensa el 7 de mayo de 2019, donde se confirmó que su identidad era la de Mary Edith Silvani.
Conocida su identidad, los medios comenzaron a indagar en sus primeros años. Había nacido en Pontiac el 29 de septiembre de 1948 y creció en Detroit. Tenía dos hermanos, Bob y Charles, ambos ya fallecidos cuando se produjo la identificación. Nancy Cumming, una amiga de sus días en la escuela secundaria, publicó varias fotos de ella cuando tenía 19 años y fue su dama de honor. Otra compañera de clase, Paula Headley, dijo que Silvani tenía afinidad por el arte y la lectura, solía ir mucho al Instituto de Artes de Detroit, era callada y de buen corazón, y nunca hablaba de su familia.
El anuario de 1966 de la Mackenzie High School tenía una foto de ella, pero la escuela no tenía constancia de su graduación, y no se tomó una foto de último año. Después de que su padre muriese cuando ella tenía 16 años, se quedó sin hogar. Su madre la había dejado cuando era niña y pasó gran parte de su vida en instituciones mentales; los familiares informaron que murió en 1980. Se cree que el pariente vivo más cercano de Silvani era su sobrino, Robert Silvani Jr., quien nunca llegó a conocerla. Silvani tuvo un hijo que dio en adopción alrededor de 1972.
Se mudó a California en algún momento entre 1974 y 1982, pero los investigadores no pudieron localizar a nadie que la conociera.

## Autor del homicidio
Tanto Silvani como el hombre que se cree que la mató, James Richard Curry, fueron identificados por Cheryl Hester utilizando técnicas forenses de genealogía genética, lo que convirtió este caso en el primero en el que tanto la víctima como el autor  del crimen fueron identificados usándose dicho sistema. La identidad de Silvani se confirmó aún más a través de una huella digital mantenida en el archivo por el Departamento de Policía de Detroit, que la había arrestado en 1974 por un delito menor.
Curry fue arrestado en enero de 1983 como sospechoso de otro asesinato. Confesó dos asesinatos más a la policía. Se suicidó en la cárcel del condado de Santa Clara, en California, un día después de su arresto. Era sospechoso de un cuarto asesinato.